# Valle di Barétous
La valle di Barétous è una valle dei Pirenei francesi sita nel dipartimento dei Pirenei Atlantici, regione della Nuova Aquitania. È una delle tre valli dell'Alto Béarn (le altre due sono la valle d'Ossau e quella d'Aspe).

## Geografia
Percorsa dal Vert d'Arette e dal Vert de Barlanès, che si congiungono all'altezza di Aramits formando il fiume Vert, è la più occidentale delle valli béarnesi che tagliano la catena montuosa dei Pirenei.
Essa si compone di sei comuni: Aramits, Lanne-en-Barétous, Arette, Ance, Féas e Issor.
È anche l'ultima valle che, provenendo dalla Francia, viene prima dei Paesi baschi (provincia di Soule).
Essa comunica con l'Alta Navarra (Isaba, nella valle del Roncal) attraverso il colle di La Pierre Saint-Martin e termina a Oloron-Sainte-Marie.

## Toponimia
Il toponimo Barétous compare con la grafia Baratos (1290, titoli di Béarn), titoli de  la terre de Baretoos (1376, mostra militare del Béarn,) Varatoos (1385, censuario del Béarn) e Barethous (1477, titoli della valle d'Aspe).
Paul Raymond nota, inoltre, che nel XVIII secolo Barétous veniva pronunciato Barétons.

## Storia
La Junte de Roncal (o Junta de Roncal in spagnolo)  è un trattato intercorso fra i pastori francesi e quelli spagnoli di sei secoli fa. Ogni anno, il 13 luglio,  ha luogo presso il cippo confinario n. 262, che segna il confine tra la Francia (Pirenei Atlantici) e la Spagna (Navarra), presso il colle de La Pierre Saint-Martin (1760 m s.l.m.), una cerimonia ormai multisecolare nota con il nome di "Tributo delle Tre Vacche" (Tributo de las Tres Vacas in spagnolo e Tribut des Trois Vaches in francese) . In tale occasione i sindaci della valle di Barétous consegnano ai loro omologhi della valle del Roncal tre vacche in virtù d'un trattato vecchio di più di sei secoli, considerato come il più antico ancora in vigore in Europa.
Nel 1385 la valle dipendeva dal baliato di Oloron.